# Anthony Bennett
Anthony Harris Bennett (Brampton, 14 marzo 1993) è un cestista canadese.

## Carriera

### High school e college
Anthony Bennett ha iniziato la propria carriera cestistica a livello di high school presso la Mountain State Academy di Beckley in Virginia. Successivamente si è trasferito alla Findlay Prep High School, per poi disputare una sola stagione di college all'Università del Nevada a Las Vegas, prima di rendersi eleggibile per il Draft NBA.

### NBA
Il 27 giugno 2013 viene selezionato con la prima scelta assoluta dai Cleveland Cavaliers, diventando il primo canadese nella storia della NBA a riuscire in tale impresa. Dopo una serie di prestazioni disastrose viene dunque indicato come una delle peggiori prime scelte nella storia della NBA. Nelle sue prime sette apparizioni ufficiali in NBA tira complessivamente con 1/21 dal campo. Il 28 gennaio 2014 realizza 15 punti e 8 rimbalzi contro i New Orleans Pelicans, andando in doppia cifra per la prima volta dopo 33 partite. L'11 febbraio successivo realizza la sua prima doppia doppia in carriera, segnando 19 punti e 10 rimbalzi contro i Sacramento Kings. A luglio si presenta alla Summer League notevolmente dimagrito, tenendo una media di 13 punti e 7 rimbalzi.
Il 23 agosto viene ceduto insieme ad Andrew Wiggins ai Minnesota Timberwolves in una trade che ha coinvolto anche i Philadelphia 76ers per far arrivare Kevin Love a Cleveland. Il 19 ottobre successivo i Timberwolves hanno esercitato un'opzione per rinnovare il suo contratto da matricola anche per la stagione successiva. Il 21 novembre ha realizzato un career-high di 20 punti contro i San Antonio Spurs. Il 20 febbraio 2015 ha subito un infortunio alla caviglia destra che lo ha costretto a stare fuori per due settimane. Disputa in totale 57 partite, con una media di 5,2 punti e 3,8 rimbalzi in 15,7 minuti. Il 23 settembre viene tagliato dai Wolves.
Il 27 settembre 2015 firma un contratto annuale con i Toronto Raptors, squadra della sua città natale. Debutta con la nuova squadra il 30 ottobre contro i Boston Celtics, mettendo a referto 3 rimbalzi e una palla rubata. Il 20 dicembre ha fatto richiesta di essere assegnato ai Raptors 905, squadra militante in D-League. Debutta con questi contro i Delaware 87ers, realizzando 13 punti e 4 rimbalzi e diventando la prima prima scelta a giocare in D-League. Lo stesso giorno viene richiamato dai Raptors per la partita contro i Sacramento Kings. Durante la stagione viene assegnato altre tre volte ai Raptors 905, prima di essere tagliato il successivo 1º marzo. Durante la sua permanenza a Toronto, Bennett è stato fortemente criticato per la sua mancanza di professionalità e lo scarso impegno dimostrato.
Il 14 luglio 2016 firma un contratto annuale con i Brooklyn Nets. Il 29 ottobre successivo fa il suo debutto con la nuova maglia, realizzando 9 punti in 18 minuti in uscita dalla panchina. In due occasioni viene assegnato ai Long Island Nets in D-League; con questi giocò una partita in cui mise a segno 22 punti. Tuttavia il 9 gennaio 2017 dopo 23 partite in cui ha segnato 115 punti (tenendo così di media 5 punti a partita) viene tagliato dai Nets.

### Europa
Il 13 gennaio 2017 firma con il Fenerbahçe, andando così a giocare in Europa dove vince l’Eurolega. Risolve il proprio contratto in accordo con la squadra il 25 maggio 2017.

### Mancato ritorno in NBA e G-League
Il 22 settembre 2017 firma per i Phoenix Suns. Tuttavia viene tagliato l'11 ottobre seguente poco prima dell'inizio della stagione regolare.
Successivamente ha militato in G-League vestendo le maglie di Northern Arizona Suns, Maine Red Claws e Agua Caliente Clippers.
Il 25 luglio 2019 si accasa agli Houston Rockets. Tuttavia viene tagliato nuovamente prima dell'inizio della stagione regolare.

### Ritorno in Europa
Il 25 agosto 2021 firma per l'H. Gerusalemme.

### Taiwan
Il 9 febbraio 2022 firma con la squadra taiwanese Kaohsiung Steelers.
Il 19 agosto 2022 firma con la squadra taiwanese Hsinchu Lioneers.

## Statistiche

### College
| Anno      | Squadra        | PG | PT | MP   | TC%  | 3P%  | TL%  | RP  | AP  | PRP | SP  | PP   |
| --------- | -------------- | -- | -- | ---- | ---- | ---- | ---- | --- | --- | --- | --- | ---- |
| 2012-2013 | UNLV R. Rebels | 35 | 31 | 27,1 | 53,3 | 37,5 | 70,1 | 8,1 | 1,0 | 0,7 | 1,2 | 16,1 |
| Carriera  | Carriera       | 35 | 31 | 27,1 | 53,3 | 37,5 | 70,1 | 8,1 | 1,0 | 0,7 | 1,2 | 16,1 |

### NBA

#### Regular Season
| Anno      | Squadra             | PG  | PT | MP   | TC%  | 3P%  | TL%  | RP  | AP  | PRP | SP  | PP  |
| --------- | ------------------- | --- | -- | ---- | ---- | ---- | ---- | --- | --- | --- | --- | --- |
| 2013-2014 | Cleveland Cavaliers | 52  | 0  | 12,8 | 35,6 | 24,5 | 63,8 | 3,0 | 0,3 | 0,4 | 0,2 | 4,2 |
| 2014-2015 | Minnesota T'wolves  | 57  | 3  | 15,7 | 42,1 | 30,4 | 64,1 | 3,8 | 0,8 | 0,5 | 0,3 | 5,2 |
| 2015-2016 | Toronto Raptors     | 19  | 0  | 4,4  | 29,6 | 21,4 | 90,0 | 1,2 | 0,0 | 0,3 | 0,0 | 1,5 |
| 2016-2017 | Brooklyn Nets       | 23  | 1  | 11,5 | 41,3 | 27,1 | 72,2 | 3,4 | 0,5 | 0,2 | 0,1 | 5,0 |
| Carriera  | Carriera            | 151 | 4  | 12,6 | 39,2 | 26,1 | 67,0 | 3,1 | 0,5 | 0,4 | 0,2 | 4,4 |

### G League
| Anno      | Squadra          | PG | PT | MP   | TC%  | 3P%  | TL%  | RP  | AP  | PRP | SP  | PP   |
| --------- | ---------------- | -- | -- | ---- | ---- | ---- | ---- | --- | --- | --- | --- | ---- |
| 2015-2016 | Raptors 905      | 6  | 4  | 17,9 | 33,9 | 25,0 | 78,6 | 3,2 | 0,7 | 1,0 | 0,7 | 9,2  |
| 2016-2017 | Long Island Nets | 2  | 2  | 35,2 | 50,0 | 46,2 | 50,0 | 8,0 | 3,5 | 2,0 | 1,0 | 18,0 |
| 2017-2018 | N. Arizona Suns  | 14 | 13 | 20,8 | 55,2 | 44,2 | 75,6 | 5,6 | 1,8 | 0,6 | 0,6 | 11,9 |
| 2017-2018 | Maine Red Claws  | 21 | 19 | 30,9 | 43,5 | 41,8 | 79,5 | 7,7 | 1,8 | 1,3 | 0,6 | 16,0 |
| 2018-2019 | A.C. Clippers    | 25 | 7  | 20,9 | 53,7 | 44,9 | 83,1 | 4,6 | 1,3 | 0,9 | 0,4 | 12,2 |
| Carriera  | Carriera         | 68 | 45 | 24,1 | 47,8 | 42,1 | 79,0 | 5,7 | 1,6 | 1,0 | 0,5 | 13,2 |

### Eurolega
| Anno       | Squadra    | PG | PT | MP  | TC%  | 3P%  | TL% | RP  | AP  | PRP | SP  | PP  |
| ---------- | ---------- | -- | -- | --- | ---- | ---- | --- | --- | --- | --- | --- | --- |
| 2016-2017† | Fenerbahçe | 10 | 4  | 6,4 | 26,3 | 18,2 | -   | 0,9 | 0,2 | 0,3 | 0,1 | 1,2 |
| Carriera   | Carriera   | 10 | 4  | 6,4 | 26,3 | 18,2 | -   | 0,9 | 0,2 | 0,3 | 0,1 | 1,2 |

## Palmarès

### Squadra
- Eurolega: 1

Fenerbahçe: 2016-17

### Individuale
- McDonald's All-American Game (2012)